# Revue des sciences de l'éducation
La Revue des sciences de l'éducation est une revue scientifique francophone canadienne évaluée par les pairs en double aveugle, fondée en 1974 par l’Association francophone des doyennes et des doyens, des directrices et des directeurs de départements et de facultés des sciences de l’éducation. Son but est de soutenir la recherche dans le milieu de l'éducation et d'en diffuser les résultats, notamment dans les domaines de la pédagogie, de la didactique, de l'administration scolaire et des mesures d'évaluation. La revue publie des articles de recherche empirique et théorique s'arrimant autant aux méthodologies qualitatives que quantitatives.

## Diffusion
La Revue publie trois numéros par année, dont un thématique. Chaque numéro contient :
- des articles qui présentent des résultats de recherche;
- des documents regroupant, entre autres, des notes de synthèse, des débats méthodologiques ou des discussions relatives à l'éducation;
- des recensions critiques d’ouvrages récents et pertinents au domaine de l’éducation.

La revue propose un accès libre à ses archives sur son site, à l'exception des numéros de la dernière année, qui sont disponibles sur Érudit. Elle est notamment indexée aux registres de l'Association canadienne des revues savantes, Érudit, INIST et JournalBase (CNRS).
La revue figure dans la liste de revues françaises et internationales de sciences de l'éducation proposée par l'HCERES, et actualisée pour la dernière fois en 2016.